# Euphorbia acanthodes
Euphorbia acanthodes là một loài thực vật có hoa trong họ Đại kích. Loài này được Akhani mô tả khoa học đầu tiên năm 2004.